# Renato Simoni

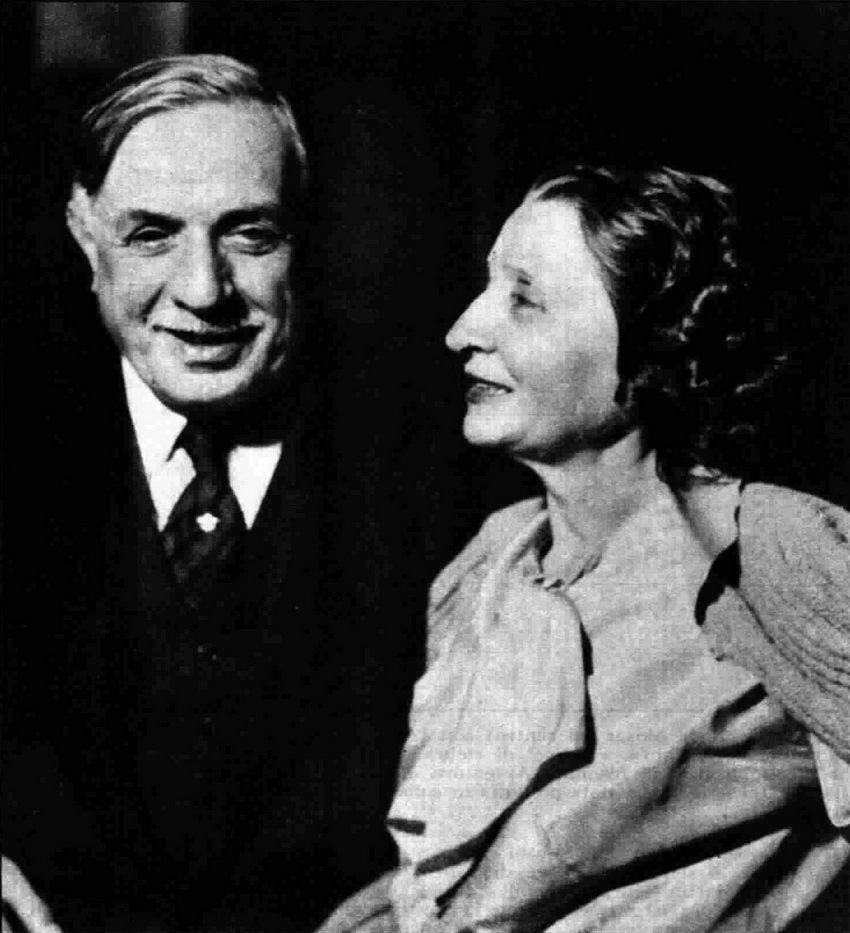
Renato Simoni mit Emma Gramatica (um 1930)

Renato Simoni (* 5. September 1875 in Verona; † 5. Juli 1952 in Mailand) war ein italienischer Dramatiker, Kritiker, Journalist, Regisseur und Librettist.

## Leben und Werk
Renato Simoni war der Sohn des Rechtsanwalts Augusto Simoni. Sein Vater starb, als er vier Jahre alt war. Um seine Mutter und seine zwei Schwestern zu unterstützen, gab er Nachhilfestunden in Latein, musste aber seine Schullaufbahn noch vor der Matura abbrechen. 1894 nahm er eine Arbeit als Journalist der in Verona erscheinenden Tageszeitung L’Adige an. Später widmete er sich der Theaterkritik, in der er in den folgenden fünfzig Jahren zu einer Koryphäe heranwuchs. 1897 wechselte er zur Lokalkonkurrenz L’Arena und beschäftigte sich in der Kulturredaktion mit Theater und Literatur.
Von 1899 an wirkte er bei der Zeitung „Tempo“ in Mailand, von 1903 an beim Corriere della sera. Er schrieb neben mehreren dramatischen Werken einige Libretti. Konkret schrieb er die Libretti für die Opern Madame sans-gêne nach Victorien Sardou von Umberto Giordano (New York 1915), Turandot nach Carlo Gozzi zusammen mit Giuseppe Adami von Giacomo Puccini (Mailand 1926) und Dibuk nach Shelōmōk An-ski von Lodovico Rocca (Mailand 1934) sowie für die Operetten La secchia rapita von Giulio Ricordi (Turin 1910) und Primarosa zusammen mit Carlo Lombardo von Giuseppe Pietri (Mailand 1926) sowie das Ballett L’amore delle tre melarance nach Carlo Gozzi von Giulio Cesare Sonzogno (Mailand 1936).